# Нели Ким
Нели Владимировна Ким (рус. Нелли Владимировна Ким; 29. јул 1957, Лењинабад у Таџикистану) је совјетска гимнастичарка, освајачица 6 олимпијских и бројних светских и европских медаља и друга је гимнастичарка  која је добила оцену савршен десет у историји гимнастике. Дуго се бавила тренирањем неколико националних тимова и суђењем великих интернационалних такмичења. Потпредседница је Међународне гимнастичарске федерације, председница Женског уметничког гимнастичарског комитета, где учествује у одређивању нових правила у женској гимнастици, и заменица председника Белоруског гимнастичког друштва.

## Детињство
Нели Ким је друга од троје деце, оца корејског порекла Владимира Кима и мајке Алфије Сафине татарског порекла. Када се породица преселила у Казахстан деветогодишња Ким почиње са тренирањем у клубу Спартак за младе(Spartak Shymkent). Њен млађи брат Александар и сестра Ирина такође су почели са тренирањем али убрзо одустају, Александар кога су злостављали због ниског раста прелази на бокс, а Ирина, коју је Ким сматрала талентованијом од себе, одустаје због преучестих тренинга.
Први Кимини тренери били су брачни пар Владимир Баидин као главни тренер и Галина Баркова која је асистирала.

## Почетак каријере
У почетку није била довољно флексибилна у односу на своје колегинице али је то надоместила супериорном техником и тежином вежби које је изводила, тако да је брзо постала најбоља у Казакстану.
Један од њених првих успеха је победа на Спартак републичком такмичењу одржаном 1969. у Шимкенту. Без обзира на то, позната гимнастичарка Лариса Латињина, освајачица 18 олимпијских медаља за Совјет, коментарисала је да за Ким нема гимнастичарске будућности. Као последица тога Ким умало напушта гимнастику, али је уз подршку тренера остала упорна.

### Од 1971 до првог Светског првенства
1971. на Јуниорском шампионату Совјетског Савеза, њеном првом државном такмичењу освојила је пето место у вишебоју. У наредне две године имала је успеха у јуниорској и појављивала се у сениорској категорији на државним и интернационалним такмичењима.
1972. осваја прва места у две дисциплине и друго на вишебоју на Јуниорном СССР Шампионату.
1973. је освојила вишебој и још две златне медаље на Уједињеним Спортским играма за младе. Била је пета на вишебоју и прва на разбоју на првенству СССР-а  и освојила престижни куп у Јапану (Chunichi Cup).
У наредне две године постајала је све боља и боља, привлачила је пажњу на себе све више у Совјету као и на интернационалним првенствима.
Након што је завршила СССР куп као друга августа 1974., додата је у тим за Светско првенство.

### 1974 - 1975
Наступила је по први пут на Светском првенству одржаваног 1974. у Верни (Бугарска) са 17 година где је освојила треће место на греди и допринела злату Совјета у тимској категорији.
Ову годину завршава са укупно 12 медаља (3 злата) покупљених на државним и интернационалним такмичењима.
1975. се одлично показује на такмичењу које се одржава као претходница правим Олимпијским играма где побеђује на 3 од 5 дисциплина.
Ким је успела да преокрене мишљење  Ларисе Латињине која ју је сада описивала као блиставу и веселу. Канадске новине коментарисале су Нели Ким са: „Некада је природан осмех вреднији од тријумфа”. Упркос великом успеху на СССР Шампионату(1975) и СССР купу(1976) није била препозната од стране медија и тренера совјетског тима као вођа совјетског тима на предстојећим Играма иако се показала бољом од тадашњих звезда Совјета, Олге Корбут и Лудмиле Туришеве. Совјетски експерти су касније препознали ову грешку.

## Олимпијске игре (1976. и 1980)
На 21. Летњим Олимпијским играма у Монтреалу (1976) ривалство Ким, Корбут и Команечи постао је фокус гимнастичарског дела такмичења. Нели је присвојила 3 злата од могућих 6, на коњу са хватаљкама, партеру и тимском такмичењу. Прва је која је извела потпун Тсукахара обрт (full-twisting Tsukahara)  на коњу са хватаљкама и захваљујући њему добија оцену 10, што се до те године сматрало недостижним.
Овај успех је делом остао у сенци јер је на истим играма претекла 14.стогодишња Нађа Команечи поставши први такмичар у историји Олимпијских игара који је успео да достигне савршену десетку, у двовисинском разбоју, и тако Нели Ким остаје уписана као друга особа која је добила оцену 10. (о томе колики је ово успех сведочи и то да тадашње табле за приказивање оцена нису биле предвиђене да прикажу резултат бољи од 9.99).
За разлику од Нађе која се препознавала по завидној и уникатној роботској стабилности, Нели је била природнија, шармантна и посебно акробатична у партеру и коњу са хватаљкама. Представљала је снажну женственост, темпераментност и харизматичност.
Остаје запамћена и данас као прва особа која је на овим Олимпијским играма успела да изведе дупли салто на партеру. Музика уз коју је изводила кореографију Валентине Косолапове била је самба. Њена гимнастика описивана је као израз женствене лепоте и ватреног, напетог и грациозног стила.
На Олимпијским играма у Москви (1980) освојила је злато за партер вежбу и допринела  да Совјетски Савез задржи титулу у категорији тимског вишебоја.
|                      | Монтреал (1976) | поени  | Москва (1980) | поени     |
| -------------------- | --------------- | ------ | ------------- | --------- |
| Тимски вивишебој     | #1              | 78.250 | #1            | нема инфо |
| Индивидуални вишебој | #2              | 78.675 | #5            | 78.425    |
| Партер               | #1              | 9.95   | #1            | 9.45      |
| Коњ са хватаљкама    | #1              | 10.00  | #12           | 9.70      |
| Двовисински разбој   | #6              | 9.90   | #6            | 9.85      |
| Греда                | #7              | 9.70   | #4            | 9.95      |

## Светска првенства (1976—1979)
До 1980-те постизала је многа достигнућа на највећим светским такмичењима.
Ким се показала ипресивном на Светским првенствима на којима је освојила укупно 11 медаља (од 1974 до 1979).
1978 постаје првакиња света у категоријама партер и коњ са хватаљкама, у чему се највише истицала, такође добија сребрну медаљу за индивидуални вишебој.
1979 је успела да освоји Светско првенство у вишебоју, сребро на греди и партеру а бронзу на коњу са хватаљкама.
1977. се удала за руског гимнастичара Владимира Ахасова након чега се преселила у Белорусију 
Преудала се за Валерија Мовхана, бициклистичког првака 1981.

## Пласман на великим такмичењима
| Година | Такмичење                        | Тим | Вишебој | Коњ са хватаљкама | Двовисински разбој | Греда | Партер |
| ------ | -------------------------------- | --- | ------- | ----------------- | ------------------ | ----- | ------ |
| 1971   | Јуниорски СССР Шампионат         |     | #5      |                   |                    |       |        |
| 1972   | Јуниорски СССР Шампионат         |     | #2      | #1                | #1                 |       |        |
| 1973   | Уједињене Спортске игре за младе |     | #1      |                   |                    |       |        |
|        | СССР Куп (април)                 |     | #5      |                   |                    | #2    | #1     |
|        | СССР Куп (септембар)             |     |         |                   | #2                 |       |        |
|        | Chunichi Cup                     |     | #1      |                   |                    |       |        |
| 1974   | СССР Куп                         |     | #6      | #2                | #2                 |       |        |
|        | СССР Шампионат                   | #6  | #3      | #2                | #2                 |       |        |
|        | Интернационално такмичење у Риги |     | #2      | #3                | #1                 | #1    | #2     |
|        | Светско првенство у Белорусији   | #1  |         |                   |                    | #3    |        |
| 1975   | Предолимпијско такмичење         |     | #2      | #1                |                    | #1    | #1     |
|        | Chunichi Cup                     |     | #4      |                   |                    |       |        |
|        | СССР Куп                         |     | #2      |                   |                    |       |        |
|        | СССР Шампионат                   | #6  | #1      | #2                | #1                 | #1    | #1     |
| 1976   | СССР Куп                         |     | #1      | #1                | #2                 | #1    |        |
| 1978   | Светско првенство у Француској   | #1  | #2      | #1                |                    |       | #1     |
|        | СССР Куп                         |     | #16     | #2                |                    |       |        |
| 1979   | Светско Првенство у САД          | #2  |         | #3                |                    | #2    | #2     |
|        | СССР Шампионат                   | #2  | #5      | #2                | #2                 | #4    | #1     |
| 1980   | СССР Шампионат                   | #2  | #1      |                   |                    |       |        |

## Активности након завршетка такмичарске каријере

### Судија и тренер
Након што је завршила своју такмичарску каријеру 1980-те Нели је била активна као тренер и судија. Судила је Европска и Светска првенства као и Олимпијске игре и тако остала активан учесник у сваким Олимпијским играма од 1976. до данас. Њена гимнастичарска каријера је једна од најостваренијих у историји.
1996. изабрана је као чланица Женског уметничког гимнастичарског комитета, а 2000. је стигла до позиције потпредседнице. 2004. постаје и председница ове организације на чијем је челу остала и после избора 2008. и 2012.
1990. почиње са тренирањем Корејанског националног тима, 1991. тренира тим Јужне Африке, тим Вијетнама 2019. и многе друге.
1999. је уписана у Интернационални гимнастичарски Hall of fame.

### Амбасадор
Председник МЕГОЦ-а (Minsk European Games Organising Committee) Џорџ Катулин именовао је Нели Ким за Звезду Амбасадора за Европско првенство које се одржало у Белорусији 2019., где је преузела на себе одговорност промовисања игара на којима је такође била судија уметничке гимнастике. Нели је за белоруску гимнастику допринела и тренирањем националног тима.
Као амбасадорка гимнастике у новембру 2019. посетила је Србију. Обишла је национални тренинг центар за спортску гимнастику у Костолцу и халу Пинки у Београду где је одржала презентацију и разговарала са тренерима и такмичаркама ритмичке гимнастике, међу којима су биле и наше репрзентативке.
Тренутно живи у Минаполису (Минасота, САД) са својом ћерком.

## Слике
Фотографије Нели Ким